# Zakrze
Zakrze (prononciation : [ˈzakʂɛ]) est un village polonais de la gmina de Łosice dans le powiat de Łosice de la voïvodie de Mazovie dans le centre-est de la Pologne.
Il se situe à environ 3 kilomètres au nord-ouest de Łosice (siège de la gmina et de la powiat) et à 116 kilomètres à l'est de Varsovie (capitale de la Pologne).
Le village possède une population de 323 habitants en 2012.

## Histoire
De 1975 à 1998, le village appartenait administrativement à la voïvodie de Biała Podlaska.